# Янівка (притока Бубра)
50°49′56″ пн. ш. 15°55′44″ сх. д. / 50.83222° пн. ш. 15.92889° сх. д.
Янівка (пол. Janówka) — гірський струмок у Західних Судетах, у Нижньосілезькому воєводстві Польщі. Ліва притока річки Бобер (басейн Балтійського моря).
Основний напрямок течії — північ. Живиться водами багатьох безіменних струмків, що стікають по схилах навколишніх пагорбів.
Протікає територією Рудавського ландшафтного парку. Вздовж потічка йде лісова асфальтована дорога з села Мнішків до Янович Великих.

## Дивись також
- Янівка — річка в Сумській області України.
- Янівка — струмок у Люблінському воєводстві Польщі.